# Jalen Hood-Schifino
Jalen Hood-Schifino (Pittsburgh, 19 giugno 2003) è un cestista statunitense, professionista nella NBA con i Philadelphia 76ers.

## Inizi e carriera giovanile
Jalen Hood-Schifino, durante il suo percorso scolastico, ha fatto parte di tre squadre diverse. Ha iniziato la sua carriera alla Northside Christian Academy a Charlotte, Carolina del Nord. Nel suo secondo anno, si è trasferito alla Combine Academy a Lincolnton, sempre in Carolina del Nord. Successivamente, prima dell'inizio della sua stagione da junior, Hood-Schifino si è trasferito presso la Montverde Academy in Florida, dove è stato allenato da Kevin Boyle. A Montverde, ha conseguito due titoli nazionali nel basket delle scuole superiori, vincendo il GEICO High School Basketball National nel 2021 e nel 2022.
Hood-Schifino è stato selezionato per partecipare al Jordan Brand Classic, un prestigioso evento per i migliori talenti del basket scolastico. Durante la partita, ha segnato 14 punti e ha realizzato tre tiri da tre punti.Durante la stagione estiva, prima di iniziare il suo percorso universitario, ha anche giocato per l'allenatore Norton Hurd IV e il Team Thad, un programma di pallacanestro AAU fondato dal giocatore NBA Thaddeus Young. Ha avuto l'opportunità di allenarsi in California con professionisti, tra cui Paul George dei Los Angeles Clippers.

### Reclutamento Giovanile
Durante il suo periodo alla Combine Academy, Hood-Schifino ha accettato di giocare a basket per l'Università di Pittsburgh sotto la guida dell'allenatore Jeff Capel. La sua scelta di unirsi ai Panthers è stata acclamata come un importante colpo per il programma, considerando che Hood-Schifino è originario di Pittsburgh. Tuttavia, dopo il suo secondo anno di scuola superiore, Hood-Schifino ha preso la decisione di esplorare altre opportunità.
Nell'estate del 2021, gli Indiana Hoosiers hanno manifestato un forte interesse per il talento di Hood-Schifino, poco dopo l'arrivo del nuovo allenatore capo Mike Woodson a Bloomington. Hood-Schifino ha deciso di intraprendere la sua avventura universitaria con gli Hoosiers nell'agosto del 2021. Questa scelta è stata accolta con grande entusiasmo, poiché rappresenta l'ingresso di uno dei prospet più promettenti nel programma degli Hoosiers dal 2018, quando Romeo Langford prese una decisione simile. Hood-Schifino si posiziona al nono posto tra i reclutati con il ranking più alto a entrare a far parte del programma degli Hoosiers dal 1998.

## College
Prima del primo anno di Hood-Schifino con gli Hoosiers, un simulatore di scelta dei giocatori per la NBA lo ha proiettato come una delle prime scelte al primo turno. Un gruppo di giornalisti specializzati nella conference Big Ten lo ha riconosciuto come il miglior nuovo giocatore del campionato nella fase di pre-stagione.
Nel corso della sua unica stagione a Indiana, Hood-Schifino è stato nominato Miglior Matricola dell'Anno del Big Ten e è stato inserito nella terza squadra All-Big Ten sia dai allenatori che dai giornalisti. In 32 partite (tutte da titolare), ha ottenuto una media di 13.5 punti, 4.1 rimbalzi e 3.7 assist in 33.1 minuti di gioco per partita. L'8 gennaio 2023, Hood-Schifino ha segnato 33 punti nella sconfitta per 84-83 contro Northwestern all'Assembly Hall, il punteggio più alto mai realizzato da un matricola a Indiana dal 2007, quando Eric Gordon segnò contro Chattanooga. Il 25 febbraio 2023, Hood-Schifino ha stabilito un nuovo record per una matricola di Indiana segnando 35 punti nella vittoria per 79-71 contro Purdue al Mackey Arena.
Il 31 marzo 2023, Hood-Schifino ha annunciato la sua decisione di partecipare al draft NBA, rinunciando ai restanti tre anni di eleggibilità universitaria.

## NBA

### Los Angeles Lakers
Il 22 giugno 2023, Hood-Schifino viene ingaggiato dai Los Angeles Lakers come 17ma scelta assoluta al Draft NBA 2023.

## Statistiche

### College
| Anno      | Squadra          | PG | PT | MP   | TC%  | 3P%  | TL%  | RP  | AP  | PRP | SP  | PP   |
| --------- | ---------------- | -- | -- | ---- | ---- | ---- | ---- | --- | --- | --- | --- | ---- |
| 2022-2023 | Indiana Hoosiers | 32 | 32 | 33,1 | 41,7 | 33,3 | 77,6 | 4,1 | 3,7 | 0,8 | 0,3 | 13,5 |
| Carriera  | Carriera         | 32 | 32 | 33,1 | 41,7 | 33,3 | 77,6 | 4,1 | 3,7 | 0,8 | 0,3 | 13,5 |

### NBA

#### Regular Season
| Anno      | Squadra            | PG | PT | MP   | TC%  | 3P%  | TL%  | RP  | AP  | PRP | SP  | PP  |
| --------- | ------------------ | -- | -- | ---- | ---- | ---- | ---- | --- | --- | --- | --- | --- |
| 2023-2024 | L.A. Lakers        | 21 | 0  | 5,2  | 22,2 | 13,3 | 60,0 | 0,6 | 0,4 | 0,1 | 0,1 | 1,6 |
| 2024-2025 | L.A. Lakers        | 2  | 0  | 7,0  | 100  | -    | 100  | 0,5 | 0,5 | 0,0 | 0,5 | 2,0 |
| 2024-2025 | Philadelphia 76ers | 13 | 0  | 23,2 | 37,1 | 30,4 | 84,2 | 2,0 | 2,8 | 0,4 | 0,5 | 7,8 |
| Carriera  | Carriera           | 36 | 0  | 11,8 | 32,9 | 26,2 | 73,2 | 1,1 | 1,3 | 0,2 | 0,3 | 3,9 |

### G League
| Anno      | Squadra          | PG | PT | MP   | TC%  | 3P%  | TL%  | RP  | AP  | PRP | SP  | PP   |
| --------- | ---------------- | -- | -- | ---- | ---- | ---- | ---- | --- | --- | --- | --- | ---- |
| 2023-2024 | South Bay Lakers | 15 | 15 | 35,4 | 47,3 | 43,2 | 80,0 | 4,8 | 5,5 | 0,8 | 0,6 | 22,0 |
| 2024-2025 | South Bay Lakers | 1  | 1  | 13,3 | 42,9 | 33,3 | -    | 1,0 | 1,0 | 0,0 | 0,0 | 8,0  |
| 2024-2025 | Del. Blue Coats  | 3  | 3  | 25,3 | 57,1 | 50,0 | 80,0 | 2,0 | 4,7 | 0,3 | 0,0 | 27,0 |
| Carriera  | Carriera         | 19 | 19 | 32,6 | 49,1 | 44,1 | 80,0 | 4,2 | 5,1 | 0,7 | 0,5 | 22,1 |

## Palmarès
- NBA In-Season Tournament: 1

Los Angeles Lakers: 2023